# 费尔德巴克
费尔德巴克（法語：Feldbach，法語發音：[fɛldbak] ⓘ）是法国上莱茵省的一个市镇，位于该省南部，属于阿尔特基什区。

## 地理
费尔德巴克（47°32'8"N, 7°15'51"E）面积5.02 平方千米，位于法国大東部大區上莱茵省，该省份为法国东部内陆省份，是阿尔萨斯的一部分，今与下莱茵省组成了阿尔萨斯欧洲集体，其北临下莱茵省，西接孚日省，西南接贝尔福地区省，东侧沿莱茵河与德国相望，南与瑞士接壤。
与费尔德巴克接壤的市镇（或旧市镇、城区）包括：比塞勒、默尔纳克、克斯特拉赫、里耶斯帕克、伊尔塔勒。
费尔德巴克的时区为UTC+01:00、UTC+02:00（夏令时）。

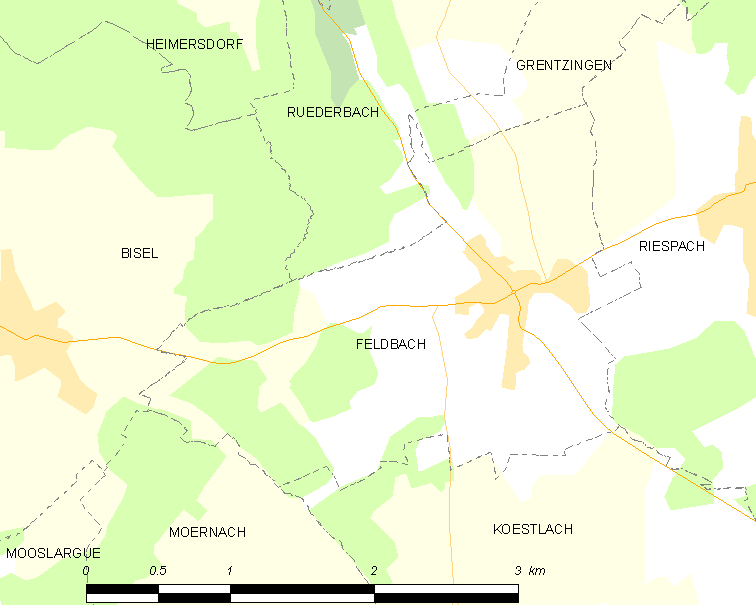
费尔德巴克的OSM定位图

## 行政
费尔德巴克的邮政编码为68640，INSEE市镇编码为68087。

## 政治
费尔德巴克所属的省级选区为阿尔特基什县。

## 交通
上莱茵省省道D9B2线、D11B线、D432线和D463线在境内交汇。

## 人口

1962-2008年间费尔德巴克人口变化图示

费尔德巴克于2022年1月1日时的人口数量为469人。